# Nedžib Đozo
Nedžib Đozo (Sarajevo, 4. svibnja 1958.), bosanskohercegovački majstor borilačkih vještina, jedan od prvih karate majstora u Bosni i Hercegovini. Nositelj je 8. Dana u karateu i 2. Dana u džiju-džicu. Suprug je Suzani Đozi.

## Životopis
Nedžib Đozo je rođen 4. svibnja 1958. godine u Sarajevu. Karate je počeo vježbati 1973. godine u Karate klubu Bosna. Sensei mu je bio 
Salko Ćurić. Godine 1979. Đozo je položio za majstorsko zvanje (1. Dan) u karateu pred komisijom u kojoj su bili Salko Ćurić, Slobodan Vučinić i japanski učitelj Takashi Yamaguchi. Kao odličan natjecatelj i u borbama i u katama, Nedžib Đozo postaje prvotimac KK Bosna i ističe se kao natjecatelj kako u Bosni i Hercegovini, tako i u SFR Jugoslaviji i to u pojedinačnoj, ali i u ekipnoj konkurenciji. Nastupao je u najmasovnijoj, srednjoj kategoriji boraca.
Godine 1993. u Sarajevu osniva karate klub, u kojem je i danas glavni instruktor. Đozo je državni sudac i aktivan član Karate saveza Bosne i Hercegovine, izbornik reprezentacije Bosne i Hercegovine u katama za seniore. Instruktor je samoobrane i borilačkih vještina za pripadnike policije.

## Vanjske povezice
- Sarajevski karate klub Stari Grad